# HotMen CoolBoyz
HotMen CoolBoyz (2000) var den tredje film produceret af Zentropas pornofilmselskab Puzzy Power, som i denne forbindelse kaldte sig for HotMale. Det var første gang nogensinde, et anerkendt mainstream-filmselskab åbent har produceret en regulær bøssepornofilm, men den danske presse modtog udgivelsen med larmende tavshed.
Filmen er instrueret af den prisbelønnede Knud Vesterskov, der udover sine mange eksperimenterende kunstvideoer også har lavet Puzzy Power-filmen Constance (1998). På rollelisten er performancekunstneren Ron Athey, og som romersk kejser ses den amerikanske pornostjerne Billy Herrington.
HotMen CoolBoyz var dyr at producere og blev ikke umiddelbart nogen økonomisk succes, men fremhæves ofte som den kunstnerisk mest vellykkede af Zentropas pornofilm. Den blev i USA nomineret til fem GayVN-priser, bl.a. som Bedste Udenlandske Film, og udkom i Frankrig på dvd i en luksus-udgave med bl.a. kommentarlydspor og en omfattende dokumentarfilm om Knud Vesterskovs karriere.

## Medvirkende
- Billy Herrington, Bondage master
- Rune Gärtner, Narcissus/Gladiator
- Michael Thomsen, Tropical lover
- Bo Larsen, Pan
- Taus Borgquist, Tropical lover
- Percy Mundt, Bondage slave
- Søren Damgaard Mikkelsen, Bondage slave
- Steven Gauvin, Man with gun
- Lulu, Dr. Wanda Icemann